# Dade City
Dade City – miasto w Stanach Zjednoczonych, w stanie Floryda, siedziba administracyjna hrabstwa Pasco.